# Jeremías Gamboa
Jeremías Raúl Gamboa Cárdenas (Lima, Perú, 1975) es un escritor y periodista peruano. Considerado como una de las revelaciones literarias de su país por la novela Contarlo todo (2013), publicada bajo el respaldo de la Agencia Literaria Carmen Balcells y con el reconocimiento del nobel Mario Vargas Llosa.

## Historia
Jeremías Gamboa nació en el seno de una familia de escasos recursos económicos. Sus padres, dos campesinos, llegaron a Lima a inicios de los sesenta y ejercieron oficios como el de empleada del hogar (en el caso de su madre) y mesero (en el caso de su padre) para poder darle una mejor educación.
Al culminar la escuela secundaria, Jeremías Gamboa ingresa a la carrera de Historia en la Universidad Nacional Mayor de San Marcos, estudios que interrumpe por la coyuntura social y política que se vivía en aquel entonces en el Perú. Posteriormente, ingresa a la Universidad de Lima para cursar estudios en Ciencias de la Comunicación, gracias a una beca por su buen desempeño académico. En aquellos años, trabajó también como vendedor ambulante y empleado de seguridad de una cadena de súpermercados. Al finalizar su carrera, siguió un máster en Literatura Hispanoamericana en la Universidad de Colorado en Boulder.
A los 19 años se inició en el periodismo como redactor practicante de la revista Caretas. Allí llegó gracias a una gestión de su padre, quien conoció a Fernando Ampuero del Bosque, por entonces subdirector del medio, cuando trabajaba de mesero en una pizzeria del distrito de Miraflores. Al periodismo le dedicaría trece años de su vida, en los que fue parte de medios como el diario El Comercio (Perú) y las revistas Somos y Caras.
En el 2007 publicó su primer libro: un cuentario titulado Punto de fuga.  Seis años después, ya completamente alejado del periodismo, publicó Contarlo todo, una historia que ha sido calificada de autobiográfica pues relata la historia de un chico humilde que deja el periodismo para convertirse en un escritor. En el año 2016 publicó el libro de crónica Cuba Stone, en coautoría con Javier Sinay y Joselo Rangel, libro que retrata el concierto que dio el grupo The Rolling Stones en Cuba.
Jeremías Gamboa ha publicado su segunda novela Animales Luminosos en el año 2021, actualmente dicta talleres literarios y es columnista de la revista limeña "Asia Sur". El 3 de junio de 2025 se hizo oficial la publicación de su tercera novela que lleva por título El principio del mundo donde retorna a la narración extensa.
Es pareja sentimental de la dramaturga peruana Mariana de Althaus, hija del conocido periodista Jaime de Althaus.

## Obras

### Novela
- 2013: Contarlo todo (Literatura Mondadori)
- 2021: Animales luminosos (Literatura Random House)
- 2025: El principio del mundo (Alfaguara)

### Cuento
- 2007: Punto de fuga (Alfaguara)

### Crónica
- 2016: Cuba Stone (Tusquets), con Joselo Rangel y Javier Sinay.

### Infantil
- 2021: Peruanos Power: Susana Baca (Ediciones Pichoncito)